# 기리하라촌 (나가노현)
기리하라촌(일본어: 切原村)은 일본 나가노현 미나미사쿠군에 있던 촌이다. 현재의 사쿠시에 해당한다.

## 역사
- 1889년 4월 1일 - 정촌제 시행에 의해 4촌의 구역을 확장해 성립하였다.
- 1955년 8월 1일 - 구 우스다정과 합병해, 새로운 우스다정이 성립하여, 동일 기리하라촌은 폐지되었다.

## 교통

### 도로
- 국도 제141호선

## 참고문헌
- 角川日本地名大辞典 20 長野県